# Armenia en los Juegos Olímpicos de Pekín 2008
Armenia estuvo representada en los Juegos Olímpicos de Pekín 2008 por un total de 25 deportistas que compitieron en 7 deportes.  
El portador de la bandera en la ceremonia de apertura fue el gimnasta Albert Azarian.

## Medallistas
El equipo olímpico armenio obtuvo las siguientes medallas:
| Nombre                | Deporte            | Competición      |
| --------------------- | ------------------ | ---------------- |
| Oro                   |                    |                  |
| —                     |                    |                  |
| Plata                 |                    |                  |
| Tigran V. Martirosian | Halterofilia       | 85 kg M          |
| Bronce                |                    |                  |
| Hrachik Dzhavajian    | Boxeo              | Ligero (60 kg) M |
| Tigran G. Martirosian | Halterofilia       | 69 kg M          |
| Gevorg Davtian        | Halterofilia       | 77 kg M          |
| Roman Amoyan          | Lucha grecorromana | 55 kg M          |
| Yuri Patrikeyev       | Lucha grecorromana | 120 kg M         |